# Pandanus patelliformis
Pandanus patelliformis är en enhjärtbladig växtart som beskrevs av Elmer Drew Merrill. Pandanus patelliformis ingår i släktet Pandanus och familjen Pandanaceae. Inga underarter finns listade.